# Élections cantonales valaisannes de 2021
 (novembre 2021).
Si vous disposez d'ouvrages ou d'articles de référence ou si vous connaissez des sites web de qualité traitant du thème abordé ici, merci de compléter l'article en donnant les références utiles à sa vérifiabilité et en les liant à la section « Notes et références ».
Les élections cantonales valaisannes ont lieu les 7 et 28 mars 2021 afin de renouveler le Grand Conseil (60e législature) et le Conseil d'État du canton du Valais.
À l'issue des scrutins, les démocrates-chrétiens poursuivent leur érosion en perdant 7 sièges (-5 pour le PDC/CVP et -2 pour le CSPO), au Grand Conseil. Fait historique, il ne détiendra plus la majorité absolue au Conseil d’État, ne parvenant pas à conserver son 3ème siège. Les partis dits "minoritaires" mettent ainsi fin à l'hégémonie séculaire du PDC au gouvernement valaisan. L'UDC perd également un siège au Grand Conseil, mais marque son retour au gouvernement après 4 ans passés dans l'opposition. La perte des sièges PDC et UDC au Grand Conseil se fait à l'avantage du PLR qui en gagne 1, du PS qui en gagne 2 et des Verts qui en glanent 5 de plus. Le PLR et le PS maintiennent également leur siège au Gouvernement.

## Système électoral
Le Grand Conseil est le parlement unicaméral du canton du Valais, dont le gouvernement, appelé Conseil d’État, est composé de cinq membres. Tous deux sont renouvelés intégralement tous les quatre ans au suffrage universel direct.

### Grand Conseil
Le Grand Conseil est composé de 130 sièges pourvus pour quatre ans au scrutin proportionnel plurinominal dans des circonscriptions correspondant aux 13 districts du canton. Il s'agit d'un scrutin de listes ouvertes avec vote préférentiel et panachage, soumis à un seuil électoral de 8% des suffrages exprimés. Aux 130 députés qui siègent s'ajoutent 130 députés suppléants, élus sur des listes séparées et dont la tâche est de remplacer les députés lorsque ceux-ci ne peuvent assister aux séances du Grand-Conseil, ou des commissions, à l'exception notables des trois commissions dites de « Haute surveillance » : commission de gestion, commission des finances et commission de justice.
Une double proportionnelle a été introduite en 2017 afin de répondre à un arrêt du Tribunal fédéral estimant que le mode d'élection appliqué auparavant était anticonstitutionnel. Des arrondissements ont alors été créés par regroupement de district pour devenir des sous-arrondissements.
Les listes sont dites ouvertes et les électeurs ont ainsi la possibilité de les modifier en rayant ou ajoutant des noms, d'effectuer un panachage à partir de candidats de listes différentes ou même de composer eux-mêmes leurs listes sur un bulletin vierge. Après décompte des résultats, les sièges sont répartis selon la méthode du quotient d'Hagenbach-Bischoff puis celle de la plus forte moyenne. Pour entrer dans la répartition des sièges, une liste doit dépasser le seuil électoral fixé à 8%. Les apparentements de liste ne sont pas autorisés par la loi.
Le dépôt des listes a lieu jusqu'au 11 janvier, les numéros de listes sont tirés au sort (ils peuvent être différents d'un arrondissement à un autre pour un même parti).

### Répartition

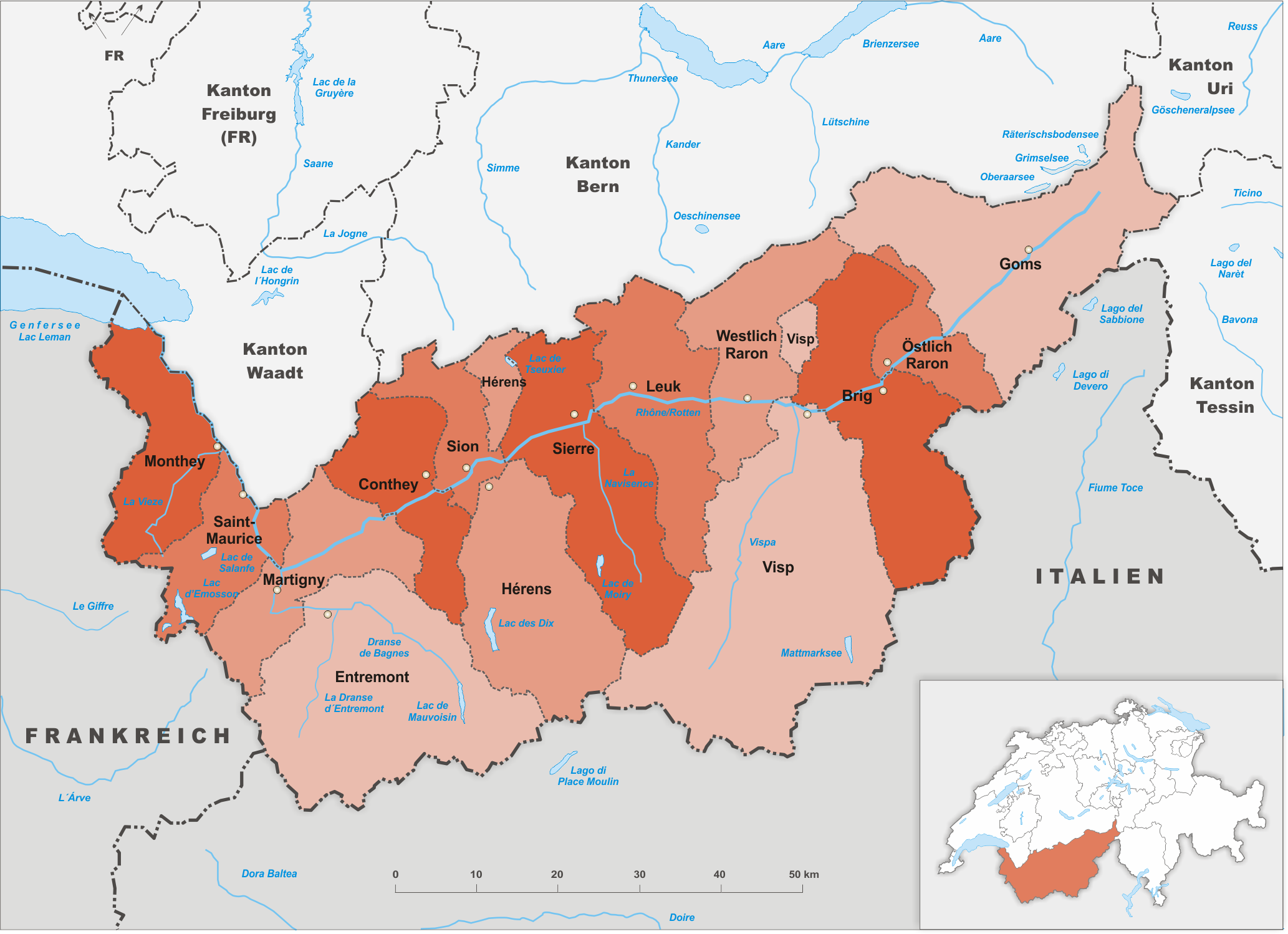
Le canton du Valais et ses districts.

Les sièges sont répartis par rapport à la population vivant dans les différents districts :
| Arrondissement                      | Sous-arrondissement | Sièges |
| Conches - Rarogne-oriental - Brigue | Conches             | 2      |
| Conches - Rarogne-oriental - Brigue | Rarogne oriental    | 1      |
| Conches - Rarogne-oriental - Brigue | Brigue              | 11     |
| Viège - Rarogne-occidental - Loèche | Viège               | 11     |
| Viège - Rarogne-occidental - Loèche | Rarogne occidental  | 3      |
| Viège - Rarogne-occidental - Loèche | Loèche              | 5      |
| Sierre                              | Sierre              | 17     |
| Sion - Hérens - Conthey             | Sion                | 18     |
| Sion - Hérens - Conthey             | Hérens              | 5      |
| Sion - Hérens - Conthey             | Conthey             | 11     |
| Martigny - Entremont                | Martigny            | 18     |
| Martigny - Entremont                | Entremont           | 6      |
| St-Maurice - Monthey                | St-Maurice          | 5      |
| St-Maurice - Monthey                | Monthey             | 17     |
| Total                               | Total               | 130    |

### Conseil d'État
Les 5 sièges du Conseil d'État sont pourvus pour quatre ans au scrutin plurinominal majoritaire à deux tours dans une circonscription électorale unique cantonale. les électeurs votent pour autant de candidats que de sièges à pourvoir, à raison d'une voix pour un candidat. Les candidats ayant obtenu la majorité absolue du nombre de votants valides sont déclarés élus. S'il reste des sièges à pourvoir, un second tour est organisé entre les candidats restants, et ceux arrivés en tête sont déclarés élus à raison du nombre de sièges restants à pourvoir.
La constitution garantit un conseiller d’État par région constitutionnelle (Haut-Valais / Valais Central / Bas-Valais). Les deux autres peuvent venir de n'importe quelle région du Canton. Une règle stipule également qu'il ne peut y avoir plus d'un conseiller d’État issus du même district.
Les listes sont dites ouvertes et les électeurs ont ainsi la possibilité de les modifier en rayant ou ajoutant des noms, d'effectuer un panachage à partir de candidats de listes différentes ou même de composer eux-mêmes leurs listes sur un bulletin vierge. Toutefois il n'est pas possible de voter pour une personne qui ne figure pas sur une des listes déposées.
Le dépôt des listes a lieu jusqu'au 11 janvier, aucun numéro ne leur est attribué et elle n'ont pas nécessairement de nom en en-tête. Le second tour se déroule le dimanche 28 mars 2021.

## Campagne
Huit candidats se présentent à l’élection du Conseil d'État. Trois des cinq sortants se représentent pour une réélection.
La droite conservatrice (UDC) souhaite faire son retour au gouvernement cantonal à la suite de la non-réélection d'Oskar Freysinger quatre ans auparavant. L'UDC présente une liste comportant un candidat issu du Haut-Valais, le conseiller national Franz Ruppen.
Le PS et Les Verts présentent une liste commune avec un socialiste et deux vertes, dans le but de conserver le siège de la gauche au gouvernement valaisan. Le Parti socialiste présente Mathias Reynard, conseiller national depuis 2011. Les Verts présentent quant à eux deux candidates, Magali Di Marco et Brigitte Wolf.
Le Parti libéral-radical souhaite conserver son siège obtenu en 2017 et présente le sortant Frédéric Favre.
Le PDC souhaite garder la majorité au conseil d’État en présentant une liste de trois candidats. Il s'agit des sortants Christophe Darbellay et Roberto Schmidt ainsi que d'un nouveau candidat, Serge Gaudin.
À l'issue du premier tour des élections, aucun candidat n'obtient la majorité absolue et par conséquent aucun candidat n'est élu. Les deux conseillers d’État PDC sortants Roberto Schmidt et Christophe Darbellay arrivent aux deux premières places, suivis du conseiller national socialiste Mathias Reynard, troisième, et du conseiller sortant PLR Frédéric Favre en quatrième. Le troisième PDC Serge Gaudin se retrouve à la cinquième place, avec un peu plus de 700 voix d'avance sur Franz Ruppen arrivé sixième. Les deux vertes Brigitte Wolf et Magali Di Marco arrivent septième et huitième.
À l'échéance du dépôt des listes de candidature pour le deuxième tour, les 6 candidats arrivés en tête se représentent. Les deux candidates des Verts se retirent.

## Forces en présence

### Formations politiques
| Parti | Parti                        | Sigle | Tendance politique                           |
| ----- | ---------------------------- | ----- | -------------------------------------------- |
|       | Parti démocrate-chrétien     | PDC   | démocrate chrétien/centre droit/conservateur |
|       | Parti libéral-radical        | PLR   | libéral/radical/centre droit                 |
|       | Union démocratique du centre | UDC   | conservateur/libéral/souverainiste           |
|       | Parti socialiste             | PS    | social-démocrate                             |
|       | Les Verts                    | PES   | écologiste                                   |
|       | Centre gauche - PCS          | PCS   | christianisme social/centre gauche           |
|       | Entremont Autrement          | EA    | centre gauche                                |

### Candidats au Conseil d'État
| Candidat | Candidat             | Parti |
| -------- | -------------------- | ----- |
|          | Mathias Reynard      | PS    |
|          | Brigitte Wolf        | PES   |
|          | Magali Di Marco      | PES   |
|          | Serge Gaudin         | PDC   |
|          | Christophe Darbellay | PDC   |
|          | Roberto Schmidt      | PDC   |
|          | Frédéric Favre       | PLR   |
|          | Franz Ruppen         | UDC   |

## Sondages
| Institut | Date            | Schmidt (PDC) | Favre (PLR) | Darbellay (PDC) | Reynard (PS) | Ruppen (UDC) | Gaudin (PDC) | Wolf (PES) | Di Marco (PES) |
| -------- | --------------- | ------------- | ----------- | --------------- | ------------ | ------------ | ------------ | ---------- | -------------- |
| Institut | Date            |               |             |                 |              |              |              |            |                |
| Sotomo   | 23 février 2021 | 49,8%         | 48%         | 44%             | 42%          | 41%          | 36%          | 22%        | 21%            |

## Résultats

### Conseil d'État
| Candidats                | Candidats                | Partis                   | Premier tour | Premier tour | Second tour | Second tour |
| Candidats                | Candidats                | Partis                   | Voix         | %            | Voix        | %           |
| ------------------------ | ------------------------ | ------------------------ | ------------ | ------------ | ----------- | ----------- |
|                          | Roberto Schmidt          | PDC                      | 62 031       | 47,20        | 55 698      | 46,14       |
|                          | Christophe Darbellay     | PDC                      | 56 331       | 42,87        | 43 799      | 36,28       |
|                          | Mathias Reynard          | PS                       | 51 539       | 39,22        | 49 094      | 40,67       |
|                          | Frédéric Favre           | PLR                      | 50 199       | 38,20        | 48 990      | 40,58       |
|                          | Serge Gaudin             | PDC                      | 45 452       | 34,59        | 37 414      | 30,99       |
|                          | Franz Ruppen             | UDC                      | 44 734       | 34,04        | 50 982      | 42,24       |
|                          | Brigitte Wolf            | PES                      | 31 567       | 24,02        |             |             |
|                          | Magali Di Marco          | PES                      | 30 721       | 23,38        |             |             |
|                          |                          |                          |              |              |             |             |
| Votes valides            | Votes valides            | Votes valides            | 131 408      | 97,40        | 120 710     | 97,81       |
| Votes blancs             | Votes blancs             | Votes blancs             | 1 305        | 0,97         | 457         | 0,37        |
| Votes nuls               | Votes nuls               | Votes nuls               | 2 200        | 1,63         | 2 249       | 1,82        |
| Total                    | Total                    | Total                    | 134 913      | 100          | 123 416     | 100         |
| Abstention               | Abstention               | Abstention               | 86 849       | 39,16        | 98 530      | 44,39       |
| Inscrits / participation | Inscrits / participation | Inscrits / participation | 221 762      | 60,84        | 221 946     | 55,61       |

### Grand Conseil

#### Au niveau cantonal
|                        |                              |                        |         |       |     |        |               |  |  |  |  |  |  |  |  |
| Parti                  | Parti                        | Parti                  | Voix    | %     | +/- | Sièges | +/-           |  |  |  |  |  |  |  |  |
|                        | Parti démocrate-chrétien     | PDC                    | 49 242  | 38,40 | 3,3 | 48     | 7             |  |  |  |  |  |  |  |  |
|                        | Parti libéral-radical        | PLR                    | 25 308  | 19,74 | 0,5 | 27     | 1             |  |  |  |  |  |  |  |  |
|                        | Union démocratique du centre | UDC                    | 21 655  | 16,89 | 0,5 | 22     | 1             |  |  |  |  |  |  |  |  |
|                        | Parti socialiste             | PS                     | 18 757  | 14,63 | 1,1 | 15     | 2             |  |  |  |  |  |  |  |  |
|                        | Centre gauche - PCS          | PCS                    | 18 757  | 14,63 | 1,1 | 4      | en stagnation |  |  |  |  |  |  |  |  |
|                        | Entremont Autrement          | EA                     | 18 757  | 14,63 | 1,1 | 1      | en stagnation |  |  |  |  |  |  |  |  |
|                        | Les Verts                    | PES                    | 11 688  | 9,11  | 2,4 | 13     | 5             |  |  |  |  |  |  |  |  |
|                        | Rassemblement Citoyen Valais | RCV                    | 798     | 0,62  | 0,8 | 0      | en stagnation |  |  |  |  |  |  |  |  |
|                        | Vert'libéraux                | PVL                    | 777     | 0,61  | 0,6 | 0      | en stagnation |  |  |  |  |  |  |  |  |
|                        |                              |                        |         |       |     |        |               |  |  |  |  |  |  |  |  |
| Suffrages exprimés     | Suffrages exprimés           | Suffrages exprimés     | 128 225 | 97,11 |     |        |               |  |  |  |  |  |  |  |  |
| Votes blancs           | Votes blancs                 | Votes blancs           | 1 688   | 1,28  |     |        |               |  |  |  |  |  |  |  |  |
| Votes nuls             | Votes nuls                   | Votes nuls             | 2 124   | 1,61  |     |        |               |  |  |  |  |  |  |  |  |
| Total                  | Total                        | Total                  | 132 037 | 100   | -   | 130    | en stagnation |  |  |  |  |  |  |  |  |
| Abstentions            | Abstentions                  | Abstentions            | 89 813  | 40,48 |     |        |               |  |  |  |  |  |  |  |  |
| Inscrits/Participation | Inscrits/Participation       | Inscrits/Participation | 221 850 | 59,52 |     |        |               |  |  |  |  |  |  |  |  |

#### Résultats par districts
| District           | PDC   | PDC   | PDC   | PLR   | UDC   | PS-PCS-EA | PES  | RCV  | PVL  |
| District           | PDCVr | CVPO  | CSPO  | PLR   | UDC   | PS-PCS-EA | PES  | RCV  | PVL  |
| District           |       |       |       |       |       |           |      |      |      |
| Conches            |       | 31,6  | 32,7  |       | 28,2  | 7,5       | 7,5  |      |      |
| Rarogne-oriental   |       | 40,7  | 29,9  |       | 14,5  | 14,9      | 14,9 |      |      |
| Brigue             |       | 36,1  | 21,5  |       | 27,4  | 15,0      | 15,0 |      |      |
| Viège              |       | 38,3  | 25,0  | 9,4   | 17,9  | 9,4       | 9,4  |      |      |
| Rarogne-occidental |       | 45,5  | 29,5  |       | 19,2  | 5,8       | 5,8  |      |      |
| Loèche             |       | 39,3  | 27,5  |       | 19,5  | 13,7      | 13,7 |      |      |
| Sierre             | 30,4  |       |       | 26,7  | 13,0  | 16,8      | 13,2 |      |      |
| Hérens             | 31,4  |       |       | 15,9  | 23,9  | 15,2      | 13,6 |      |      |
| Sion               | 25,8  |       |       | 18,3  | 14,2  | 18,5      | 14,3 | 4,5  | 4,4  |
| Conthey            | 31,7  |       |       | 28,4  | 14,7  | 11,3      | 13,8 |      |      |
| Martigny           | 23,9  |       |       | 34,9  | 14,7  | 15,0      | 11,4 |      |      |
| Entremont          | 44,3  |       |       | 26,6  | 9,6   | 14,1      | 5,4  |      |      |
| St-Maurice         | 32,5  |       |       | 27,3  | 9,5   | 16,3      | 14,4 |      |      |
| Monthey            | 21,9  |       |       | 28,8  | 20,0  | 16,5      | 12,8 |      |      |
| Valais             | 38,40 | 38,40 | 38,40 | 19,74 | 16,89 | 14,63     | 9,11 | 0,62 | 0,61 |

#### Répartition des sièges par district
| District           | Total | PDC | PDC | CSPO | CSPO | PLR | PLR | UDC | UDC | PS-EA | PS-EA | PES | PES | PCS | PCS |
| ------------------ | ----- | --- | --- | ---- | ---- | --- | --- | --- | --- | ----- | ----- | --- | --- | --- | --- |
| Conches            | 2     | 0   | −1  | 1    |      |     |     | 1   | +1  |       |       |     |     |     |     |
| Rarogne-oriental   | 1     | 1   |     |      |      |     |     |     |     |       |       |     |     |     |     |
| Brigue             | 11    | 4   | +1  | 2    |      |     |     | 3   | −1  | 1     | −1    | 1   | +1  |     |     |
| Viège              | 11    | 4   |     | 3    | −1   | 1   | +1  | 2   |     | 1     |       |     |     |     |     |
| Rarogne-occidental | 3     | 2   |     | 1    | −1   |     |     |     |     |       |       |     |     |     |     |
| Loèche             | 5     | 2   |     | 1    |      |     |     | 1   |     | 1     |       |     |     |     |     |
| Sierre             | 17    | 5   |     |      |      | 5   | +1  | 2   | −1  | 3     | +1    | 2   |     | 0   | −1  |
| Hérens             | 5     | 1   | −1  |      |      | 1   |     | 1   |     | 1     |       | 1   | +1  |     |     |
| Sion               | 18    | 5   | −1  |      |      | 3   | −1  | 3   |     | 3     | +2    | 3   |     | 1   |     |
| Conthey            | 11    | 4   |     |      |      | 3   |     | 2   |     | 1     |       | 1   |     |     |     |
| Martigny           | 18    | 4   | −1  |      |      | 6   |     | 3   |     | 2     |       | 2   | +2  | 1   |     |
| Entremont          | 6     | 3   |     |      |      | 2   |     |     |     | 1     |       |     |     |     |     |
| St-Maurice         | 5     | 2   |     |      |      | 1   |     |     |     |       |       | 1   |     | 1   |     |
| Monthey            | 17    | 3   | −2  |      |      | 5   |     | 4   |     | 2     |       | 2   | +1  | 1   | +1  |
| Valais             | 130   | 40  | −5  | 8    | −2   | 27  | +1  | 22  | −1  | 16    | +2    | 13  | +5  | 4   |     |